# ソユーズTMA-11M
ソユーズTMA-11Mは2013年に行われた国際宇宙ステーション(ISS)への有人宇宙飛行。第38次長期滞在の3人の乗組員を宇宙ステーションへ運んだ。なお、TMA-11Mはソユーズの1967年の初飛行以来の120回目の飛行であった。2013年11月7日にTMA-11Mはドッキングに成功し、ISSは2009年10月以来のスペースシャトルのない状態での9人体制となった。
ミッションではソチオリンピックの聖火が宇宙に運ばれた。ロケットとソユーズの外殻にはオリンピックシンボルが描かれた。ミッション中、聖火トーチはロシアのオレッグ・コトフとセルゲイ・リャザンスキーの手によって史上初めてISSから宇宙空間に出て、ステーション外に到達している。

## 乗組員
| 地位                 | 乗組員                                                        | 乗組員                                                        |
| -------------------- | ------------------------------------------------------------- | ------------------------------------------------------------- |
| 船長                 | ミハイル・チューリン, RSA 第38次長期滞在 3回目の宇宙飛行      | ミハイル・チューリン, RSA 第38次長期滞在 3回目の宇宙飛行      |
| フライトエンジニア 1 | リチャード・マストラキオ, NASA 第38次長期滞在 4回目の宇宙飛行 | リチャード・マストラキオ, NASA 第38次長期滞在 4回目の宇宙飛行 |
| フライトエンジニア 2 | 若田光一, JAXA 第38次長期滞在 4回目の宇宙飛行                 | 若田光一, JAXA 第38次長期滞在 4回目の宇宙飛行                 |

### バックアップ要員
| 地位                 | 乗組員                          | 乗組員                          |
| -------------------- | ------------------------------- | ------------------------------- |
| 船長                 | マクシム・スラエフ, RSA         | マクシム・スラエフ, RSA         |
| フライトエンジニア 1 | グレゴリー・R・ワイズマン, NASA | グレゴリー・R・ワイズマン, NASA |
| フライトエンジニア 2 | アレクサンダー・ゲルスト, ESA   | アレクサンダー・ゲルスト, ESA   |

## 搭載貨物
TMA-11Mはソチオリンピックのオリンピック聖火を搭載しており、聖火が宇宙へ行ったのは初めてのことであった。トーチは5日後、ソユーズTMA-09Mで地球へ帰還している。

## ギャラリー

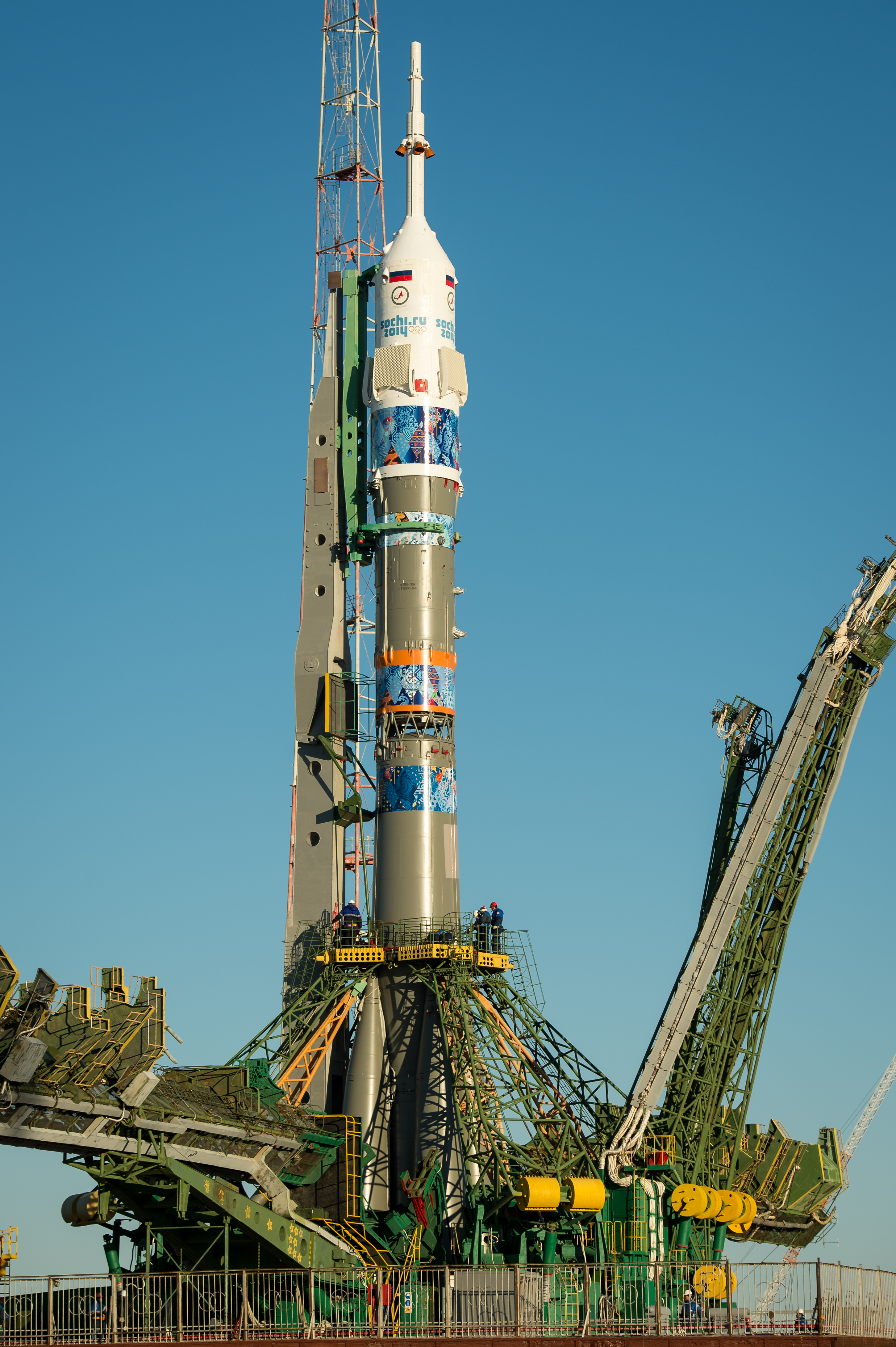
ソチ五輪のロゴの入ったソユーズ
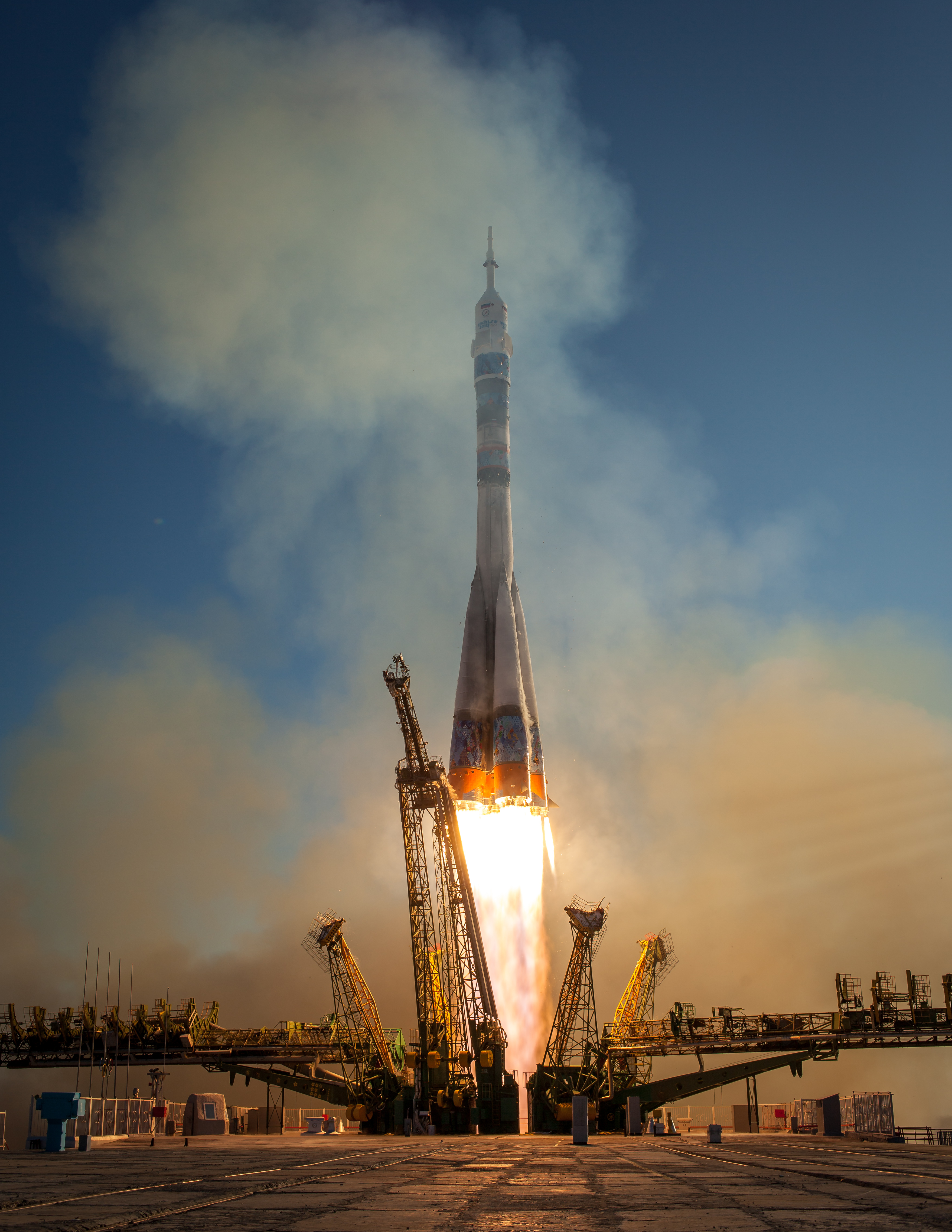
TMA-11Mの打ち上げ
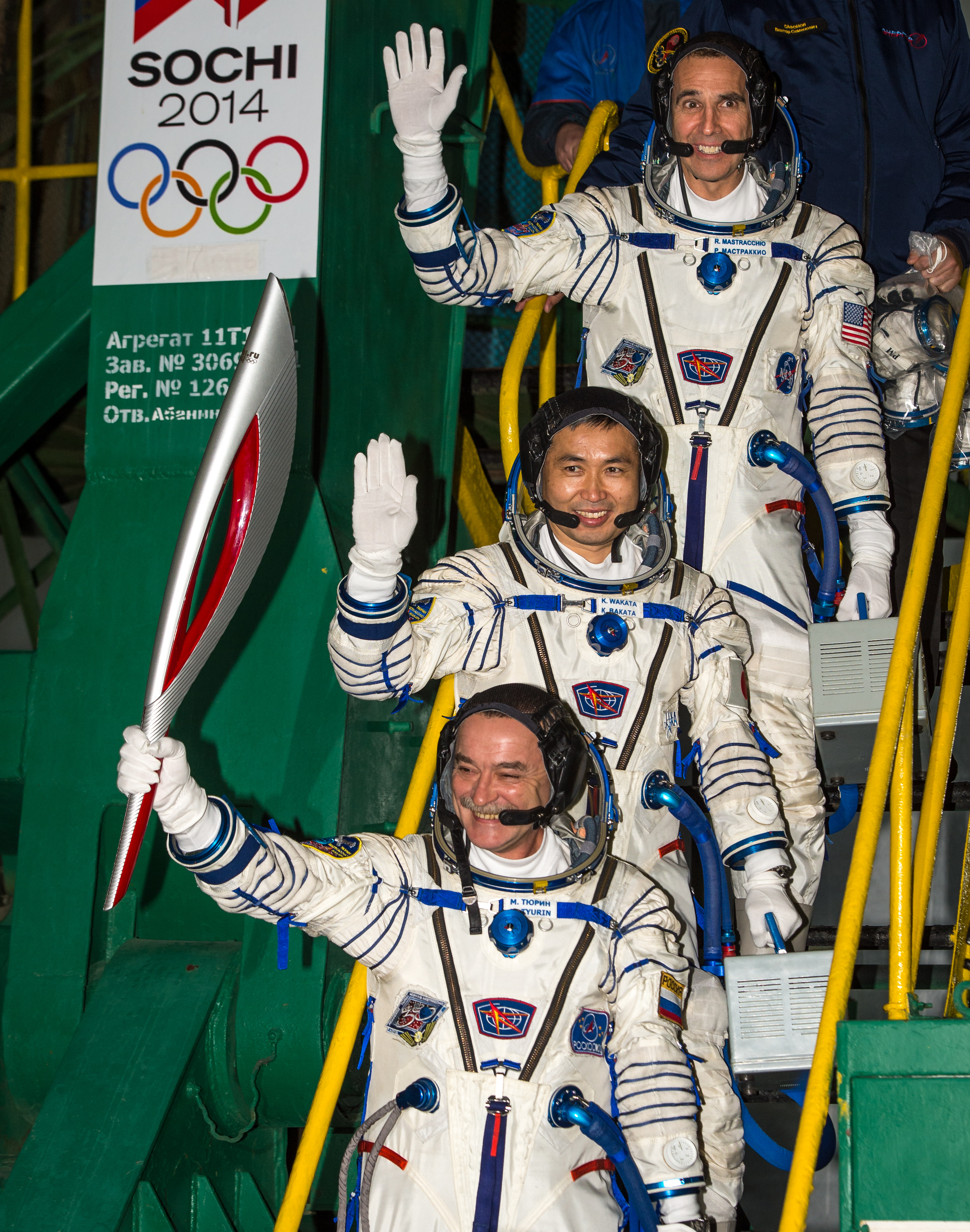
ソユーズTMA-11Mの乗組員

## 註
1. ↑  NASA. “Consolidated Launch Manifest”.   NASA. 2011年6月6日閲覧。
2. ↑  JAXA. “Astronaut Koichi Wakata Selected as Member of ISS Expedition Crew”. 2011年2月17日閲覧。
3. ↑  astronaut.ru (2013年). “Орбитальные полёты”. 2013年5月29日閲覧。
4. ↑  “Sochi 2014 Flame lit in Olympia kicking off record-breaking torch relay”.   Russia Today. 2013年9月29日閲覧。